# Armand Parmentier
Armand Parmentier, född 15 februari 1954, är en friidrottare från Belgien. Han deltog vid olympiska sommarspelen 1984.